# Кетрін Грем
Кетрін Меєр Грем (англ. Katharine Meyer Graham; 16 червня 1917 — 17 липня 2001) — американська видавниця та мемуаристка. Керувала газетою «The Washington Post», протягом понад 20 років, у тому числі в її найвідоміший період: висвітлення Вотергейта, що зрештою призвело до відставки президента Річарда Ніксона. Її мемуари «Особиста історія» отримали Пулітцерівську премію 1998 р.
Друга жінка-видавчиня однієї з найбільших американських газет, після Елізи Джейн Ніколсон, яка володіла ново-орлеанським виданням «Daily Picayune» (1876—1896).

## Раннє життя

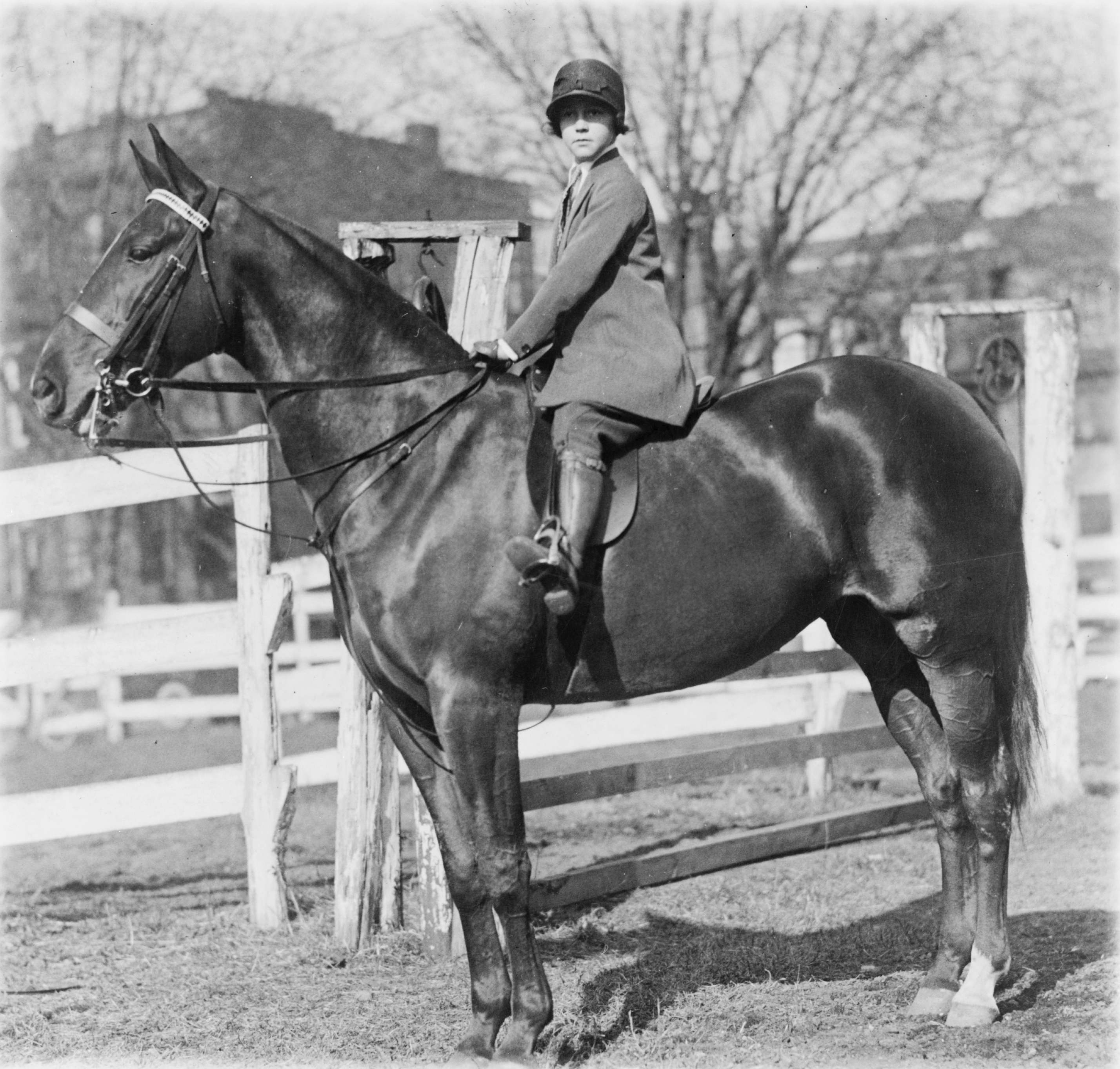
Мала Кетрін Мейер (1926 р.)

Кетрін Меєр народилася 1917 року в багатій родині в Нью-Йорку; її батьками були Агнес Елізабет (до шлюбу Ернст) і Юджин Меєри. Батько був фінансистом і, пізніше, головою Федеральної резервної системи. Її дідом був Марк Юджин Мейер, а прадідом — рабин Джозеф Ньюмарк.
Її батько купив «The Washington Post» 1933 року на аукціоні з банкрутства.
Її мати була богемною інтелектуалкою, любителькою мистецтва і політичною активісткою Республіканської партії США. Вона приятелювала з такими різними людьми, як Огюст Роден, Марія Склодовська-Кюрі, Томас Манн, Альберт Ейнштейн, Елеонора Рузвельт, Джон Дьюї і Саул Алінський. Вона працювала газетною репортеркою в час, коли журналістика була незвичайною професією серед жінок.
Батько Кетрін мав єврейське походження з Ельзасу, а її мати була лютеранкою, батьки якої були німецькими іммігрантами. Разом з чотирма братами і сестрами Кетрін була хрещена як лютеранка, але відвідувала Єпископальну церкву. Її братами і сестрами були Флоренс, Юджин III (Білл), Рут і Елізабет Меєри.
Батьки Меєр володіли кількома будинками по всій країні, але в основному жили на два будинки — між справжнім «замком» на великому маєтку біля гори Кіско, штат Нью-Йорк, і особняком у Вашингтоні, округ Колумбія. Вони багато подорожували і мали активне соціальне життя; частково Кетрін виховували няні, гувернанти та вихователі. Кетрін мала напружені відносини з матір'ю; як повідомлялося, Агнес була дуже негативною і зневажливою по відношенню до Кетрін, що негативно вплинуло на впевненість жінки.
Її старша сестра Флоренс Меєр була успішною фотографкою, одруженою з актором Оскаром Гомолкою. Сестра її батька Флоренс Меєр Блюменталь заснувала «Prix Blumenthal».
Меєр була випускницею школи Мадейра (якій її батько подарував багато землі) і відвідувала коледж Вассар до переведення до Чиказького університету. В Чикаго вона дуже зацікавилася трудовими питаннями і товаришувала з людьми, які дуже відрізнялись від неї суспільним статусом.
Після закінчення університету працювала протягом короткого часу в газеті в Сан-Франциско, де, серед іншого, брала участь у висвітленні великого страйку робітників пристані. Меєр почала працювати в Пост 1938 року.

## Особисте життя
У Вашингтоні, округ Колумбія, Кетрін Меєр зустріла колишнього однокласника Вілла Ленга-молодшого, з яким зустрічалася, але обірвала стосунки з огляду на відмінні інтереси.
5 червня 1940 року на лютеранській церемонії вона одружилась з Філіпом Гремом, випускником Гарвардського юридичного факультету та клерком судді Верховного суду Фелікса Франкфуртера. Народила дочку Леллі Веймут (1943 р.) і трьох синів: Дональд Едвард Грем (1945 р.), Вільям Велшс Грем (1948—2017) і Стівен Меєр Грем (1952 р.).
Вона була пов'язана з лютеранством.

## Керівництво «The Washington Post»

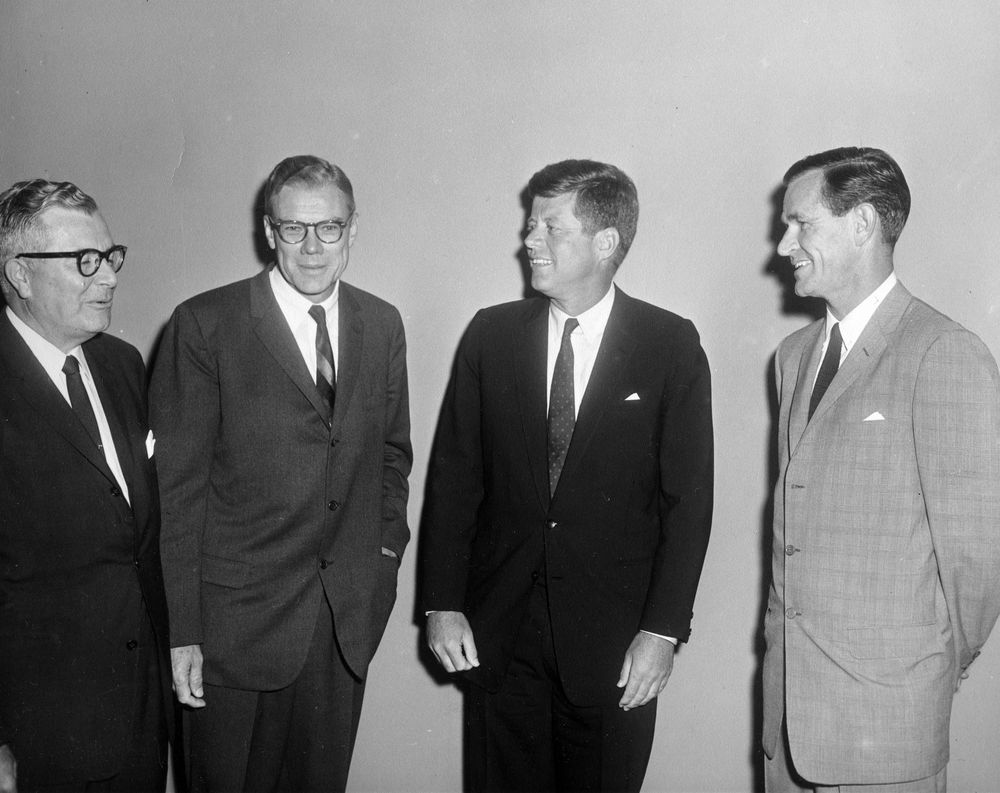
Власник «Washington Post» Філ Грем (крайній праворуч), редактор Дж. Рассел Віггінс (зліва) і видавець Джон У. Світермен з президентом Кеннеді 1961 року

Філіп Грем став видавцем «Пост» 1946 року, коли Юджин Меєр передав газету своєму зятю. Кетрін Меєр розповідає у своїй автобіографії «Особиста історія», що вона не образилась на те, що її батько віддав «Пост» її чоловікові, а не їй: «Мене зовсім не турбувало, що мій батько подумав про мого чоловіка, а не про мене, натомість мені це сподобалося. Насправді, я ніколи не мала думки, що він міг би розглядати мене як когось, хто міг би мати важливу роботу у газеті». Маєр став головою Світового банку, але залишив цю посаду вже через півроку. Він був головою «Washington Post Company» до своєї смерті 1959 року, після чого Філіп Грем отримав цю посаду, і компанія зросла за рахунок купівлі телевізійних станцій і журналу «Ньюсвік».

### Соціальне життя і політика
Греми були важливими членами соціальної сцени у Вашингтоні; їх друзями були Джон Фіцджеральд Кеннеді і Жаклін Кеннеді, Роберт Кеннеді, Ліндон Джонсон, Роберт Макнамара, Генрі Кіссинджер, Рональд Рейган і Ненсі Рейган та багато інших.
У своїй автобіографії 1997 року Кетрін Меєр Грем кілька разів коментує, наскільки близько її чоловік був до політиків свого часу (наприклад, він зіграв ключову роль у тому, щоб Джонсон став кандидатом у віцепрезиденти від демократів 1960 року), і як така особиста близькість з політиками пізніше стала неприйнятною в журналістиці. Вона намагалася підштовхнути адвоката Едварда Беннетта Вільямса до ролі першого міського голови Вашингтонського округу 1967 року. Посаду отримав випускник Говардського університету і освічений юрист Волтер Вашингтон.
Грем також мала тривалу дружбу з Вореном Бафітом, чия Berkshire Hathaway володіла значним пакетом акцій в Post.

### Хвороба і смерть чоловіка
Протягом всього шлюбу чоловік Кетрін Меєр Грем мав алкоголізм і психічні розлади, проявляв перепади настрою і часто принижував її. Напередодні Різдва 1962 року Кетрін дізналася, що її чоловік має роман з Робін Вебб, австралійською стрингеркою для Newsweek. Філіп заявив, що розлучиться з Кетрін заради Вебб, і мав намір клопотати про поділ активів пари.
На газетній конференції у Фініксі, штат Арізона, Філіп мав нервовий зрив. Йому вкололи заспокійливе, повернули назад до Вашингтона і помістили в психіатричну установу Честнат-Лодж в сусідньому Роквіллі. 3 серпня 1963 року він покінчив життя самогубством рушницею у маєтку подружжя «Глен Велбі» поблизу Маршалл у окрузі Вірджинія . (Один з їх синів пізніше вчинив так само.).
Кетрін Меєр більше не одружувалася.

### Керівництво «Post»

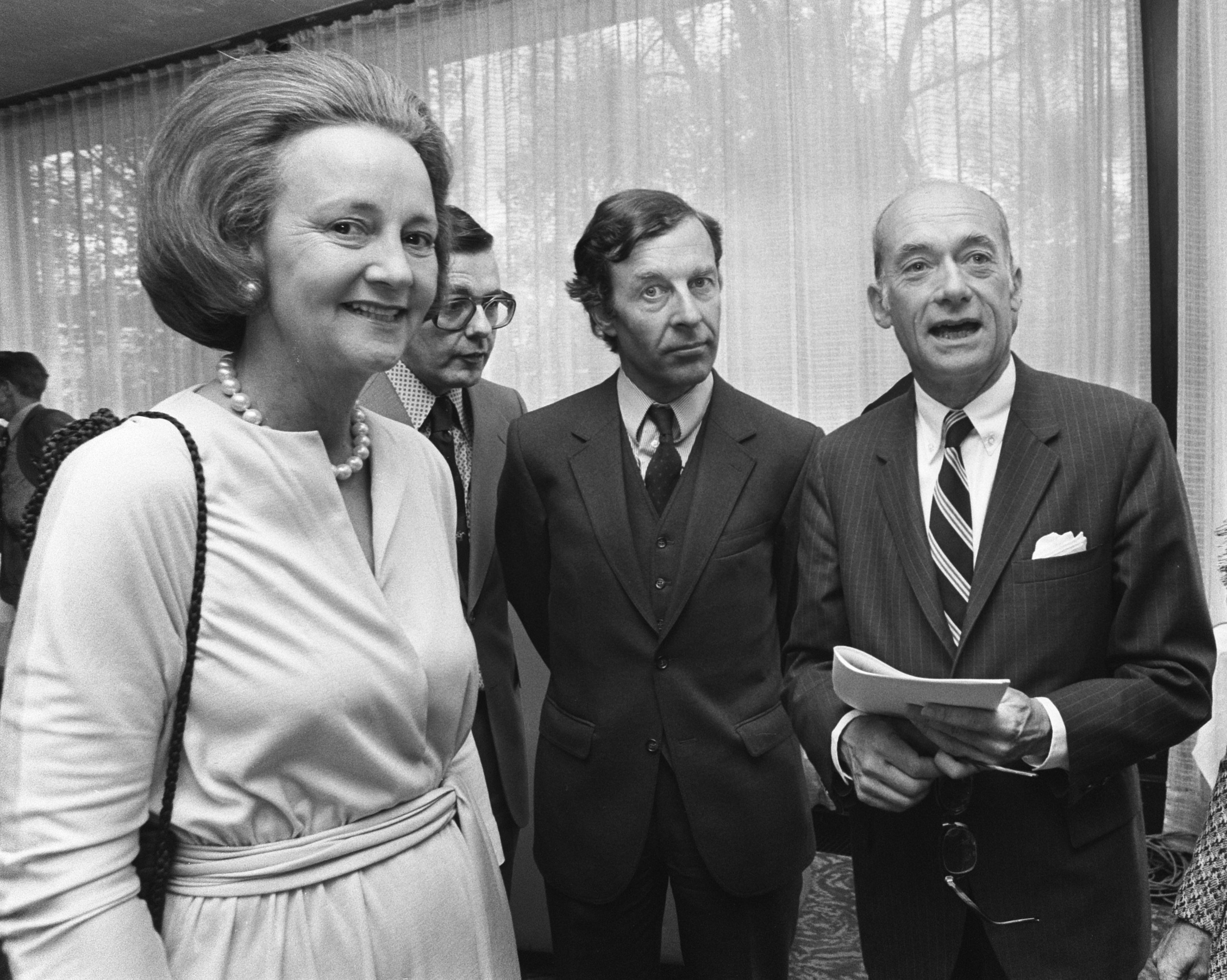
Кетрін Меєр Грем з голландським посадовцем новин і послом США в Нідерландах, 1975

Кетрін Меєр Грем взяла на себе управління компанією і Пост. Вона посідала звання президентки і була фактично видавчинею газети з вересня 1963 року. З 1969 по 1979 р. вона офіційно займала посаду видавчині, а з 1973 по 1991 — голови правління. У 1972 році вона стала першою жінкою-CEO, включеною до Fortune 500, як CEO компанії Washington Post. Будучи єдиною жінкою, яка була на такій високій посаді в видавничій компанії, вона не мала жіночих рольових моделей, і їй було важко змусити багатьох її колег і співробітників сприймати її серйозно. У своєму мемуарі Меєр Грем вказала на відсутність впевненості та недовіру до власних знань. Зближення фемінізму з управлінням Грем Пост призвело до змін у ставленні до Меєр Грем, а також сприяло просуванню нею гендерної рівності в межах своєї компанії.
Кетрін Меєр Грем найняла Бенджаміна Бредлі як редактора, і використовувала фінансові поради Ворена Бафіта; він став головним акціонером і щось на зразок видатного прихильника компанії. Її син Дональд був видавцем з 1979 по 2000 рік.

### Вотергейт
Кетрін Меєр Грем очолювала газету Пост у вирішальний час її історії. Пост відіграла ключову роль у викритті змови Вотергейт, яка, зрештою, призвела до відставки президента Річарда Ніксона.
Меєр Грем і редактор Бредлі вперше пережили проблеми, коли вони опублікували зміст документів Пентагону. Коли репортери Поста Боб Вудворд і Карл Бернштейн принесли історію Вотергейта Бредлі, Меєр Грем підтримала їхні розслідування, а Бредлі публікував статті про Вотергейт, коли про це повідомляли мало інших видань.
У зв'язку з Вотергейтським скандалом, Кетрін Меєр Грем була предметом однієї з найбільш відомих погроз в американській журналістській історії. Це сталося 1972 року, коли генеральний прокурор Ніксона Джон Мітчелл попередив репортера Карла Бернштейна про майбутню статтю:
|  | "Груди Кеті Грем будуть затиснуті у великому міцному пресі, якщо це буде опубліковане" Оригінальний текст (англ.) "Katie Graham's gonna get her tit caught in a big fat wringer if that's published". |

Пост опублікував цитату, хоча Бредлі вирізав слова її груди. Пізніше Меєр Грем зазначила, що «особливо дивним було, що [Мітчелл] назвав мене Кеті, як ніхто мене ніколи не називав».

### Іран— контрас
У листопаді 1988 року, в середині справи Іран-контрас, Кетрін Меєр Грем сказала у промові старшим співробітникам ЦРУ: «Ми живемо в брудному і небезпечному світі. Є деякі речі, які громадськості не потрібно знати і вона не повинна їх знати. Я вважаю, що демократія процвітає, коли уряд може вжити законних кроків, щоб зберегти свої таємниці, і коли преса може вирішити, чи слід друкувати те, що вона знає.»

## Інші досягнення та визнання

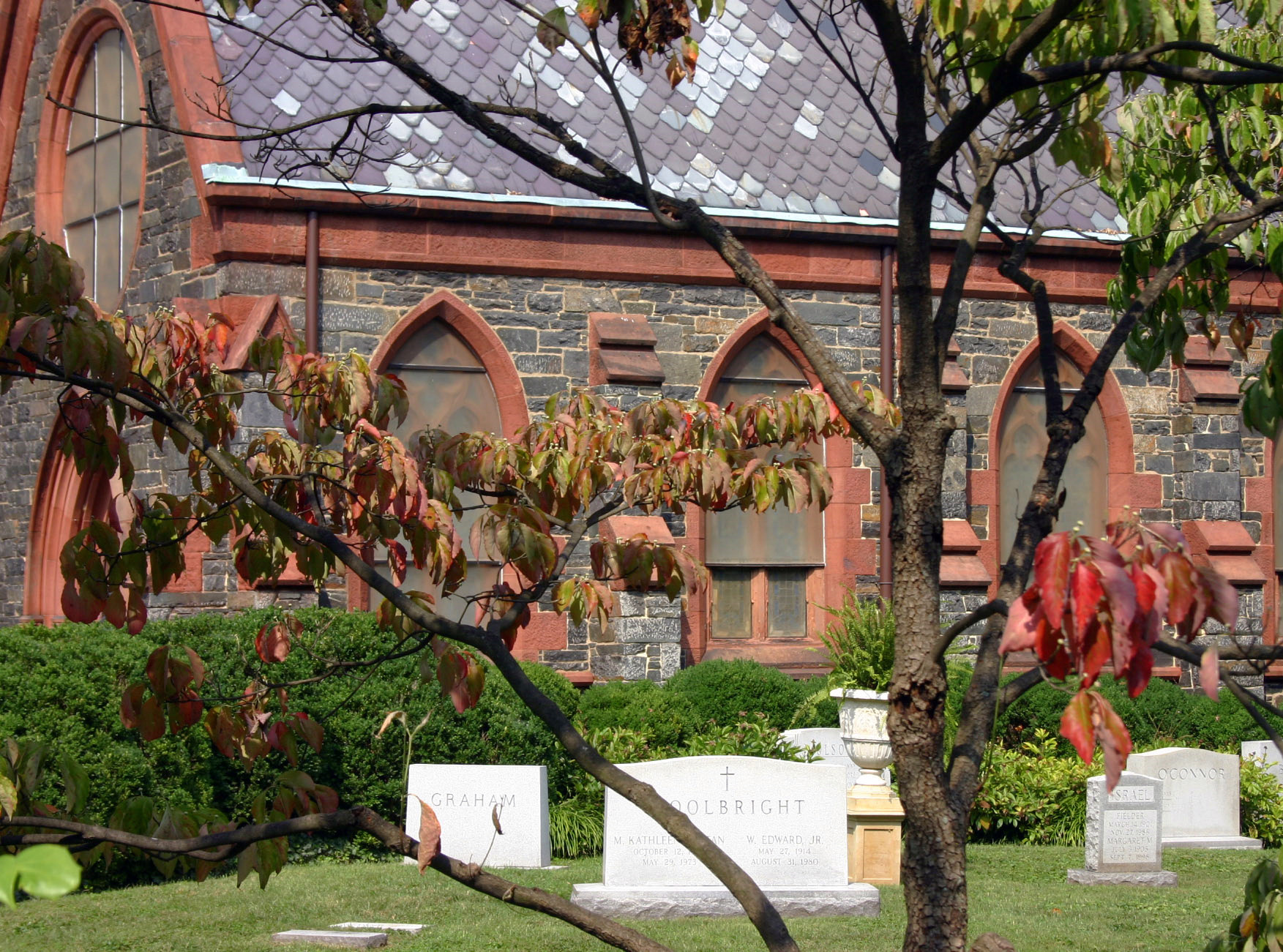
Надгробок Грем (крайній зліва), розташований біля каплиці кладовища Оак-Гілл у Вашингтоні

Кетрін Меєр Грем мала міцні зв'язки з родиною Рокфеллерів, як працюючи членкинею Ради Рокфеллерського університету, так і як близька подруга Музею сучасного мистецтва, де вона була удостоєна премії Девіда Рокфеллера за освічену щедрість і пропаганду культурної діяльності та громадських зусиль (див. Зовнішні посилання нижче).
У 1966 році Меєр Грем була вшанована на «Чорно-білому балу» Трумена Капоте.
У 1973 році Меєр Грем отримала премію Елайджи Парафія Лавджоя, а також почесний докторський ступінь коледжу Колбі.
У 1975 році Меєр Грем отримала нагороду С. Роджера Горшоу за найбільш визначну державну службу приватного громадянина, яку щорічно вручає «Jefferson Awards».
У 1979 році був створений і розповсюджений набір обмінних карток «Supersisters»; на одній з карток наведені ім'я і зображення Кетрін Меєр Грем.
У 1979 році Дебора Девіс опублікувала книгу «Кетрін Велика» про Меєр Грем.
У 1987 році Меєр Грем отримала нагороду імені Волтера Кронкіта за досягнення в журналістиці.
У 1988 році Кетрін Меєр Грем була обрана до Американської академії мистецтв і наук.
Кетрін Меєр Грем опублікувала свої спогади «Особиста історія» 1997 року. Книга отримала високу оцінку за її чесний опис психічної хвороби Філіпа Грема і отримала захоплені відгуки за опис її життя, а також того, як змінилися ролі жінок протягом її життя. Книга отримала Пулітцерівську премію 1998 р.
У 1997 році вона отримала медаль Свободи.
У 2000 році Меєр Грем була названа однією з 50 світових героїв Інституту свободи преси за останні 50 років.
У 2002 році, посмертно, Кетрін Меєр Грем було вручено Президентську медаль Свободи президентом Джорджем Бушем.
У 2002 році Меєр Грем було введено в Національний зал слави жінок.
У 2017 році Меріл Стріп у фільмі Стівена Спілберга «Секретне досьє» втілила Кетрін Меєр Грем. Стріп була номінована на Премію «Оскар» за найкращу жіночу роль (серед інших нагород) за свою роботу.

## Смерть
14 липня 2001 року Кетрін Меєр Грем впала і вдарилась головою під час відвідування Сан-Валлі, штат Айдахо; вона померла через три дні. Її похорон відбувся у Вашингтонському національному соборі. Похована на історичному кладовищі Оак-Гілл, через дорогу від свого колишнього будинку в Джорджтауні.